# Mandingo (filme)
Mandingo é um filme estadunidense de drama histórica de 1975 dirigido por Richard Fleischer. É baseado no romance de mesmo nome (1957) escrito por Kyle Onstott e na peça de Jack Kirkland. Tem em seu elenco James Mason, Susan George, Perry King e pugilista Ken Norton.

## Sinopse
O filme se passa em Falconhurst, uma plantação decadente de propriedade do viúvo Warren Maxwell e seu filho Hammond. Ganymede, ou Mede, escravo mandinga de Hammond, é treinado para lutar contra outros escravos. Hammond negligencia sua esposa Blanche, a quem rejeita na noite de núpcias após descobrir que ela não era virgem. Hammond, em vez disso, estupra sua escrava Ellen, enquanto Blanche força Mede a se deitar com ela. Essas infidelidades diversas e conflitantes acabam se unindo, levando o filme a um final trágico com a morte da maioria dos personagens principais.

## Elenco
- James Mason - Warren Maxwell
- Susan George - Blanche Maxwell
- Perry King - Hammond Maxwell
- Richard Ward - Agamemnon
- Brenda Sykes - Ellen
- Ken Norton - Mede